# Fredriksdal, Stockholm

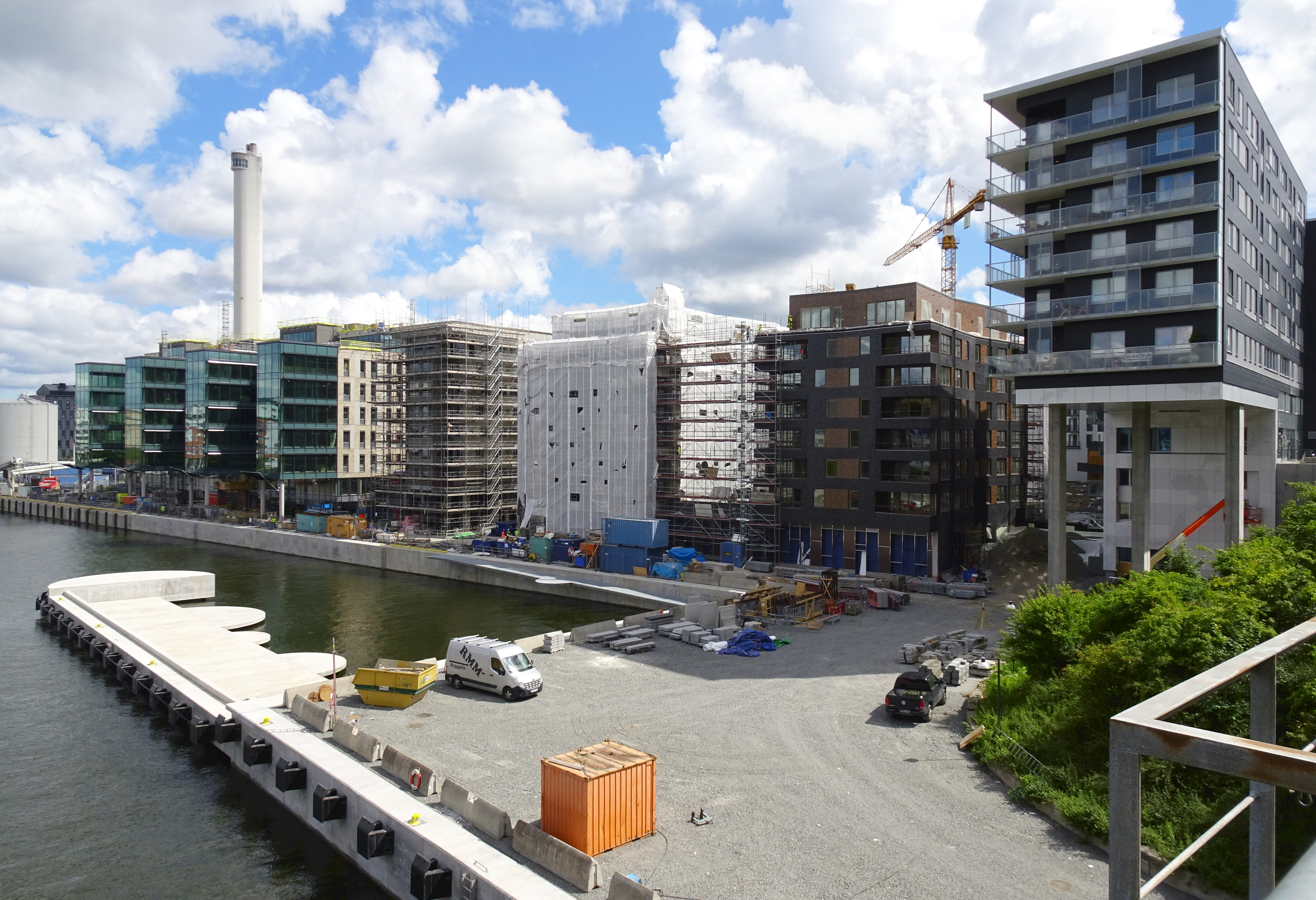
Nya bebyggelsen i Fredriksdal tar form, juli 2016.

Fredriksdal är ett stadsutvecklingsområde beläget mellan Mårtensdal och Skanstullsbron i den västligaste delen av Södra Hammarbyhamnen i Stockholm. Området genomgick en komplett förnyelse där de gamla lager- och kontorsbyggnaderna ersatts av nya kontor och bostäder.

## Historia
Det som idag är Södra Hammarbyhamnen var ursprungligen en del av Hammarby gårds marker. Fredriksdal var torp under Enskede gård. Förutsättningarna för industriområdet skapades 1914 när Stockholms stad beslutade om att bygga Hammarbyleden. Arbetet med leden påbörjades 1917 och slutfördes 1929. I Fredriksdal och den nyanlagda Hammarbyhamnen etablerade sig 1928 General Motors nordiska filial General Motors Nordiska AB och några år senare invigdes Lumafabriken längre österut.
Generals Motors anläggning var en sammansättningsfabrik där bilar främst av märket Chevrolet men också Pontiac, Oldsmobile, Vauxhall och senare Opel monterades ihop. När byggnaden invigdes var det Stockholms största industribyggnad i ett plan. Senare etablerade sig Bröderna Edstrand i området och uppförde 1960 ett kontorshus närmast Skanstullsbroarna och i den östligaste delen byggdes Hammarbyverket på 1980-talet.
Sedan 1990-talet finns Stockholms hamnbogserare vid kajen som också används av Jehanders betongindustri och för att lossa bränsle till Hammarbyverket.

### Historiska bilder

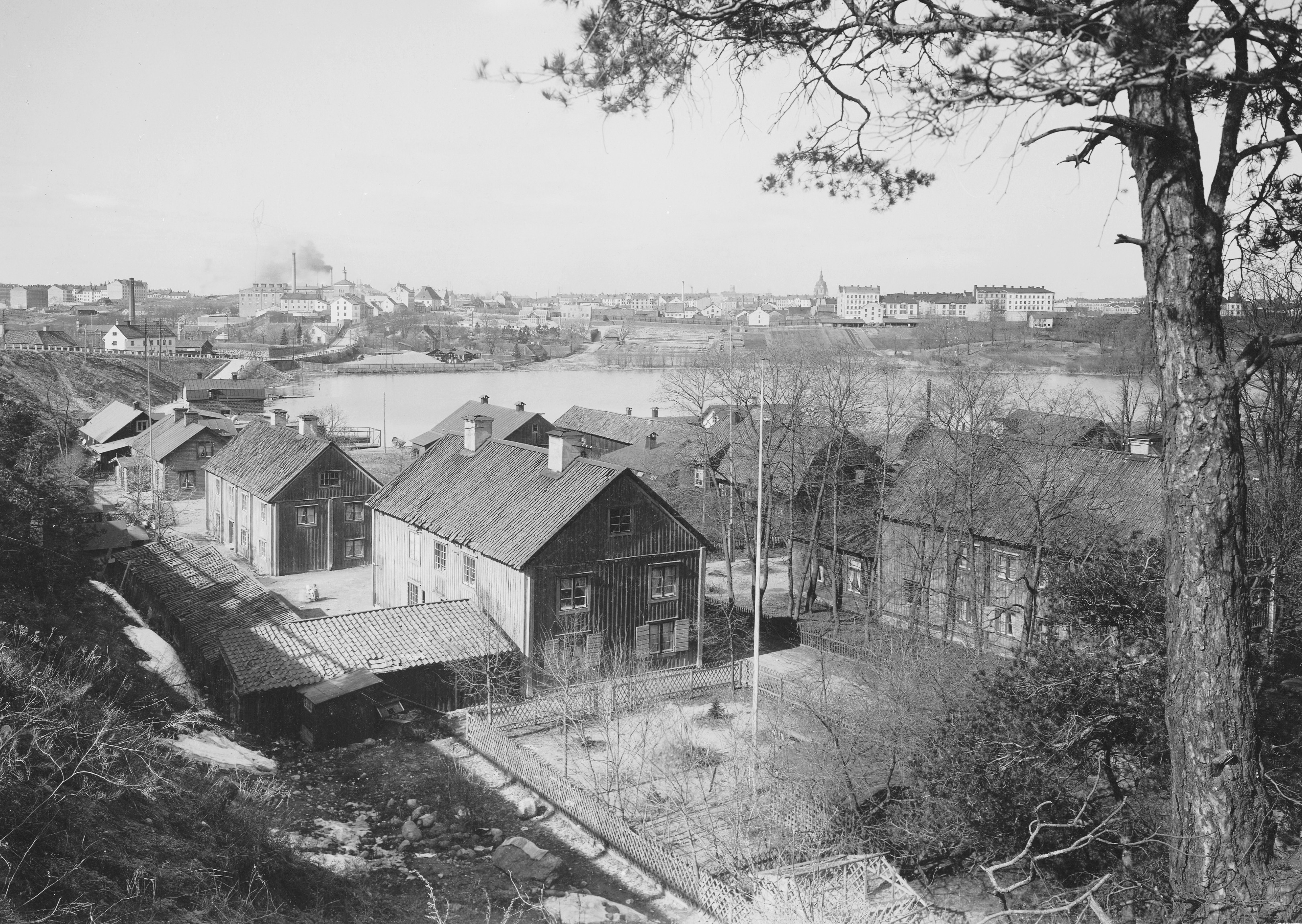
Egendomen Fredriksdal 1907.
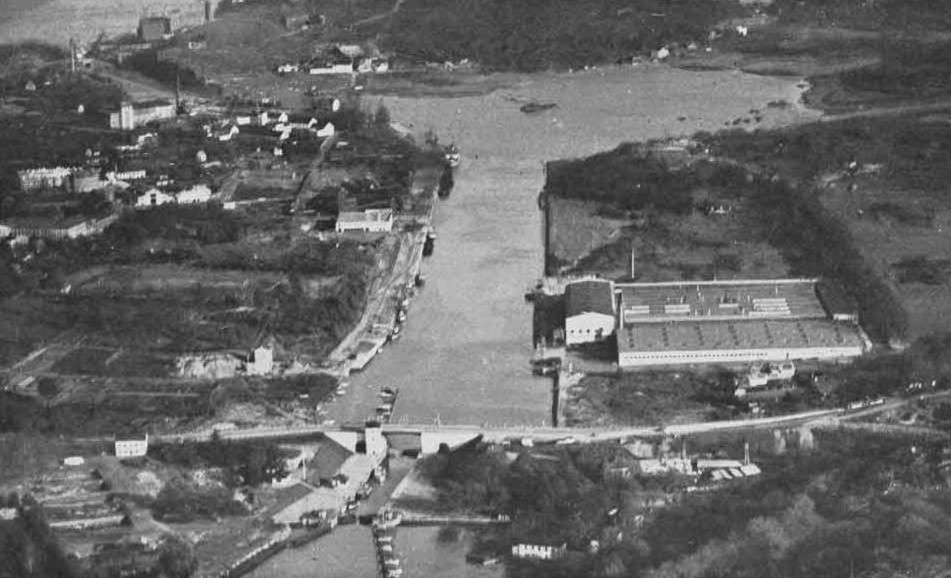
Hammarbyhamnen och området 1929.
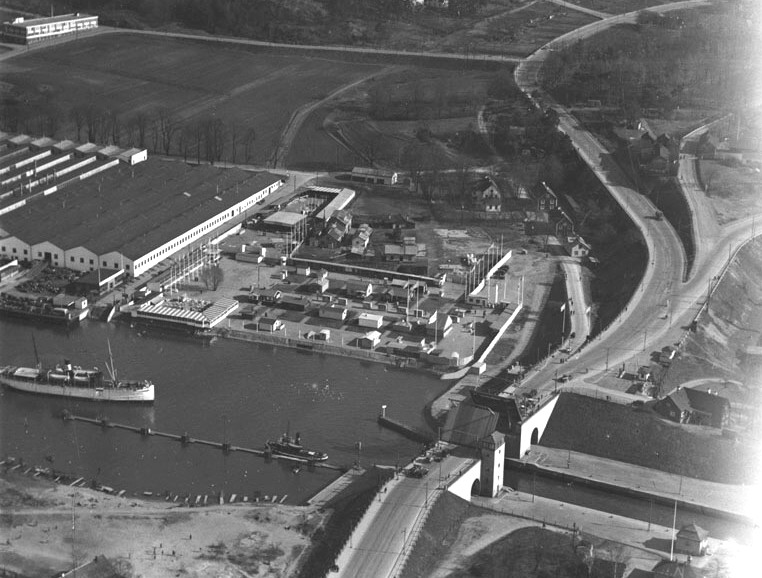
Skansbron och Fredriksdal på 1930-talet.
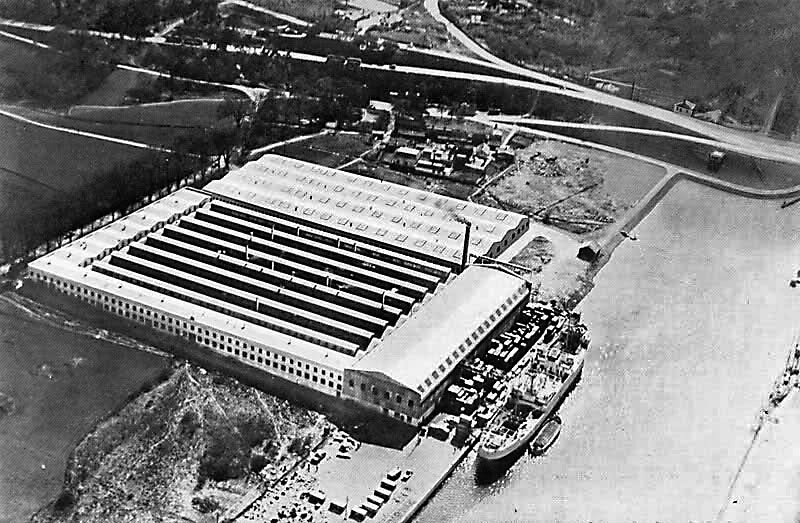
GM-fabriken på 1930-talet.
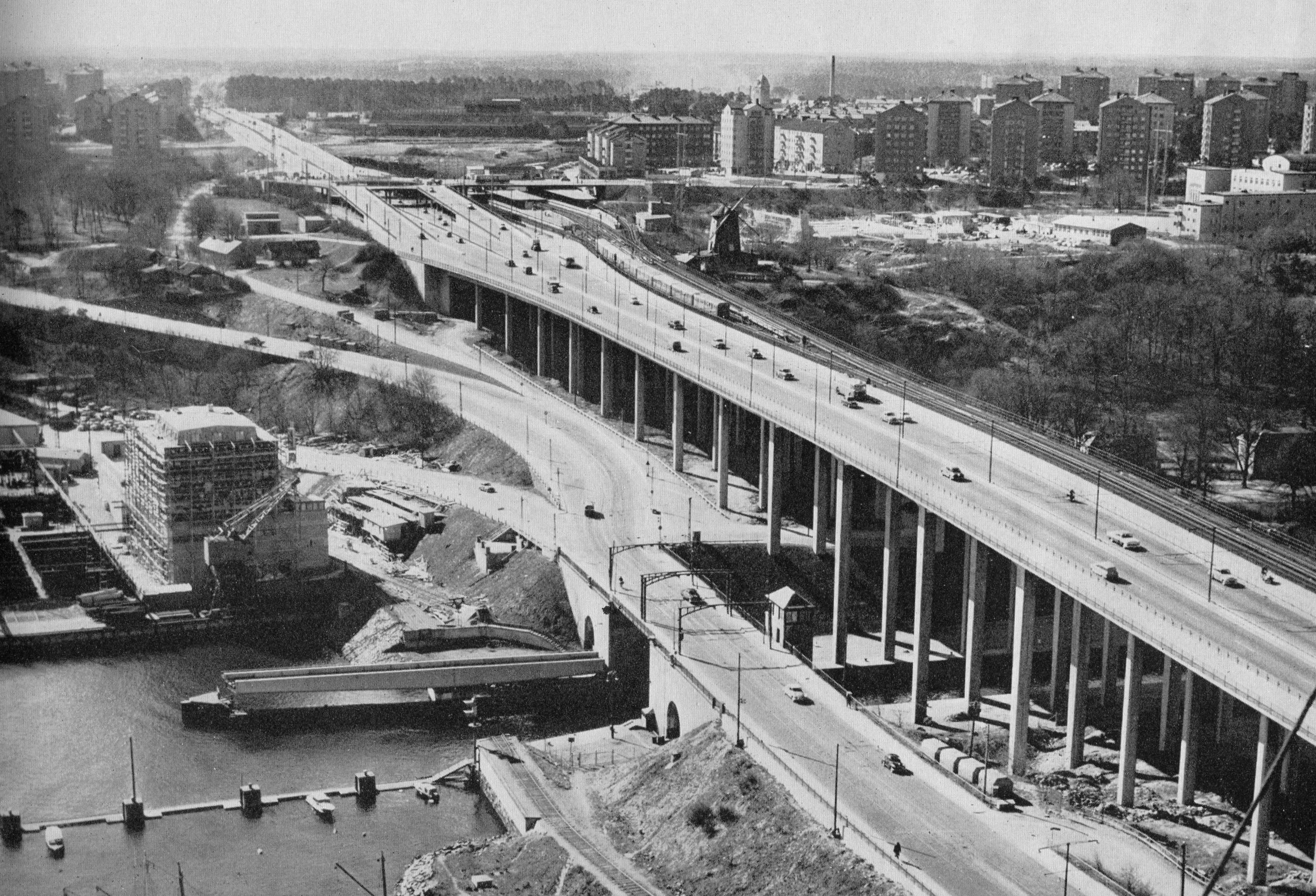
Bröderna Edstrands kontorshus 1962.

### Rivning av områdets gamla industrier

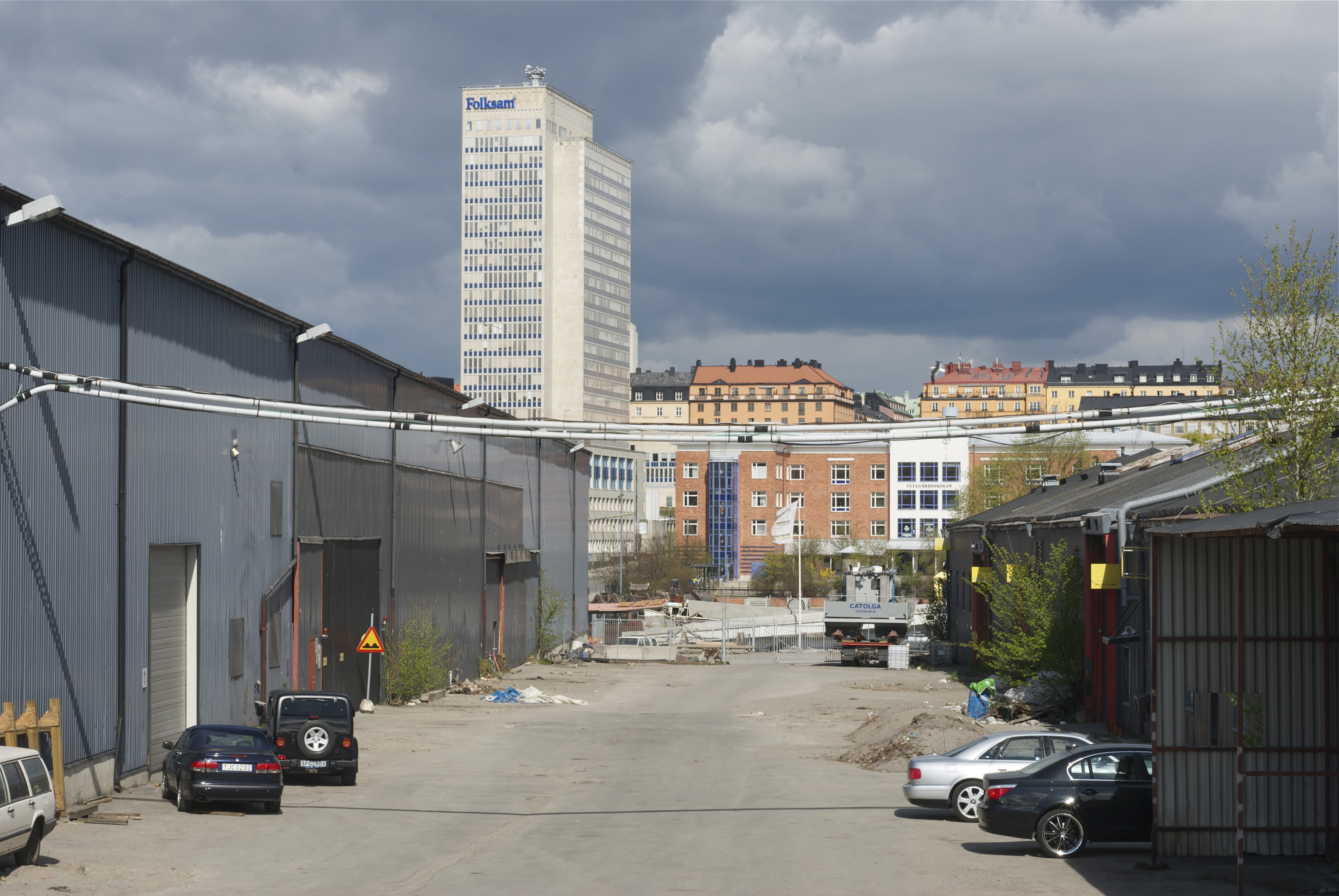
Området i april 2011 innan rivningarna startade med GM:s gamla fabrik till höger.
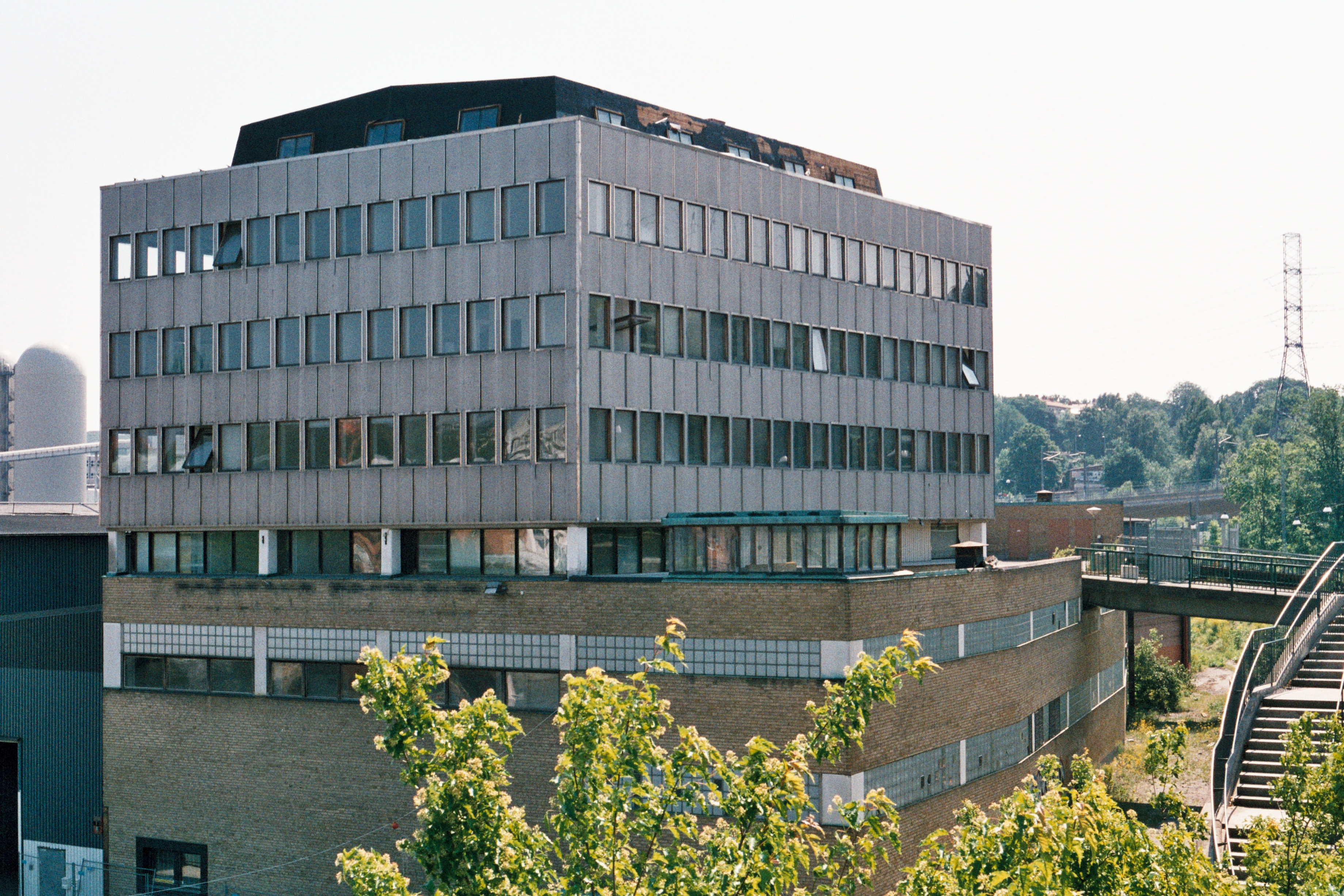
Bröderna Edstrands kontorshus under rivning, juni 2011.
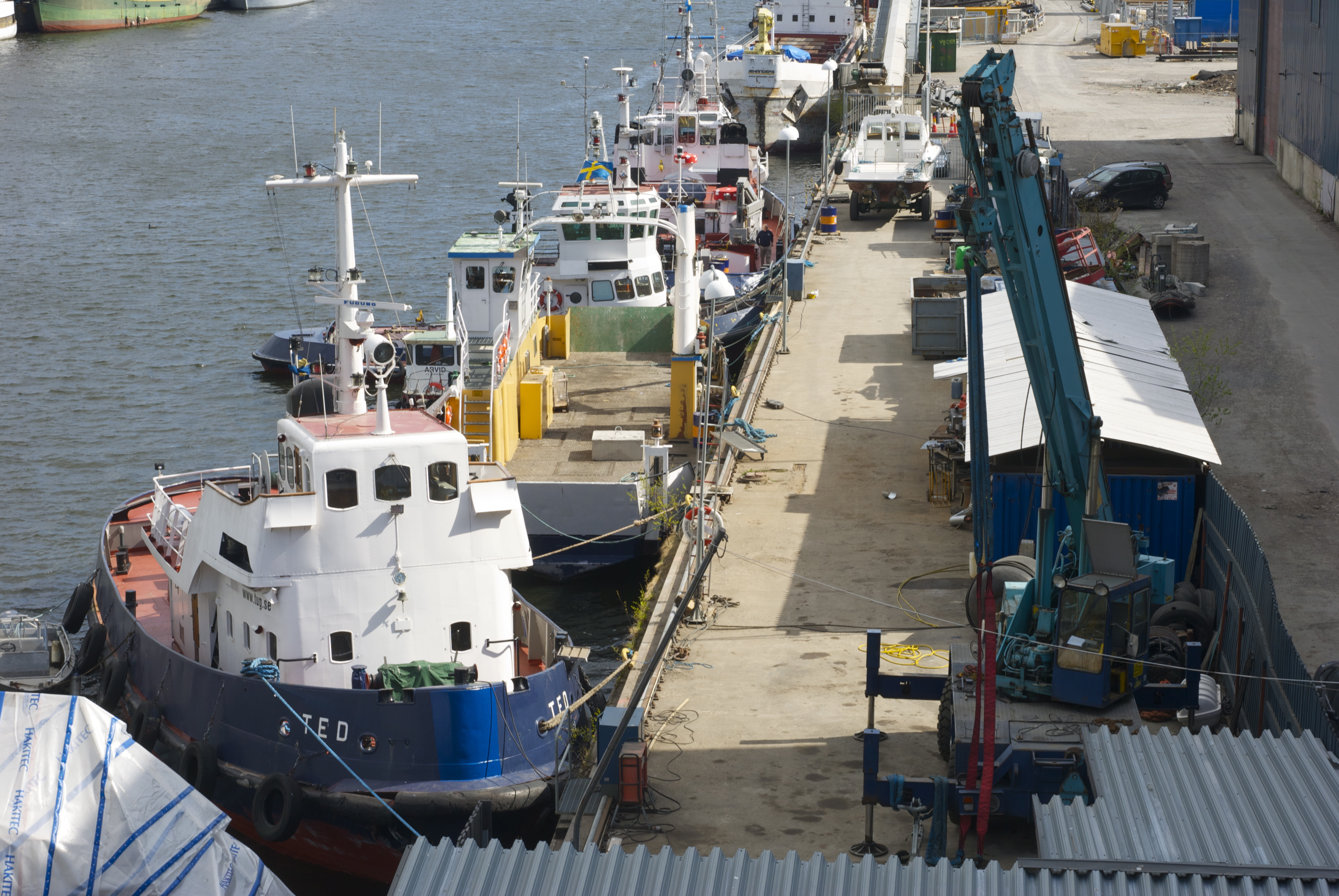
Kajen i augusti 2011
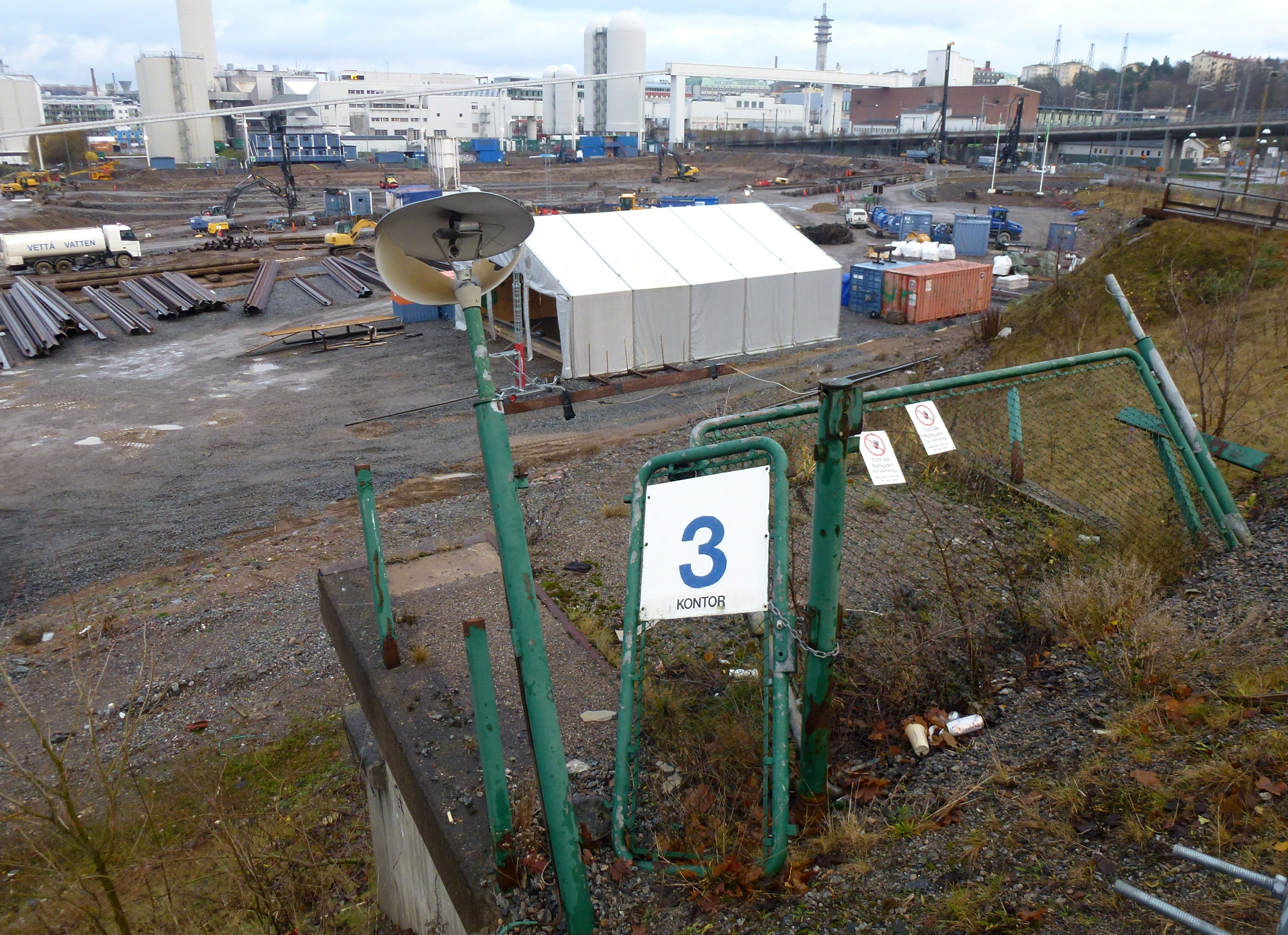
Resterna av fabriksinfarten och grinden, november 2012.
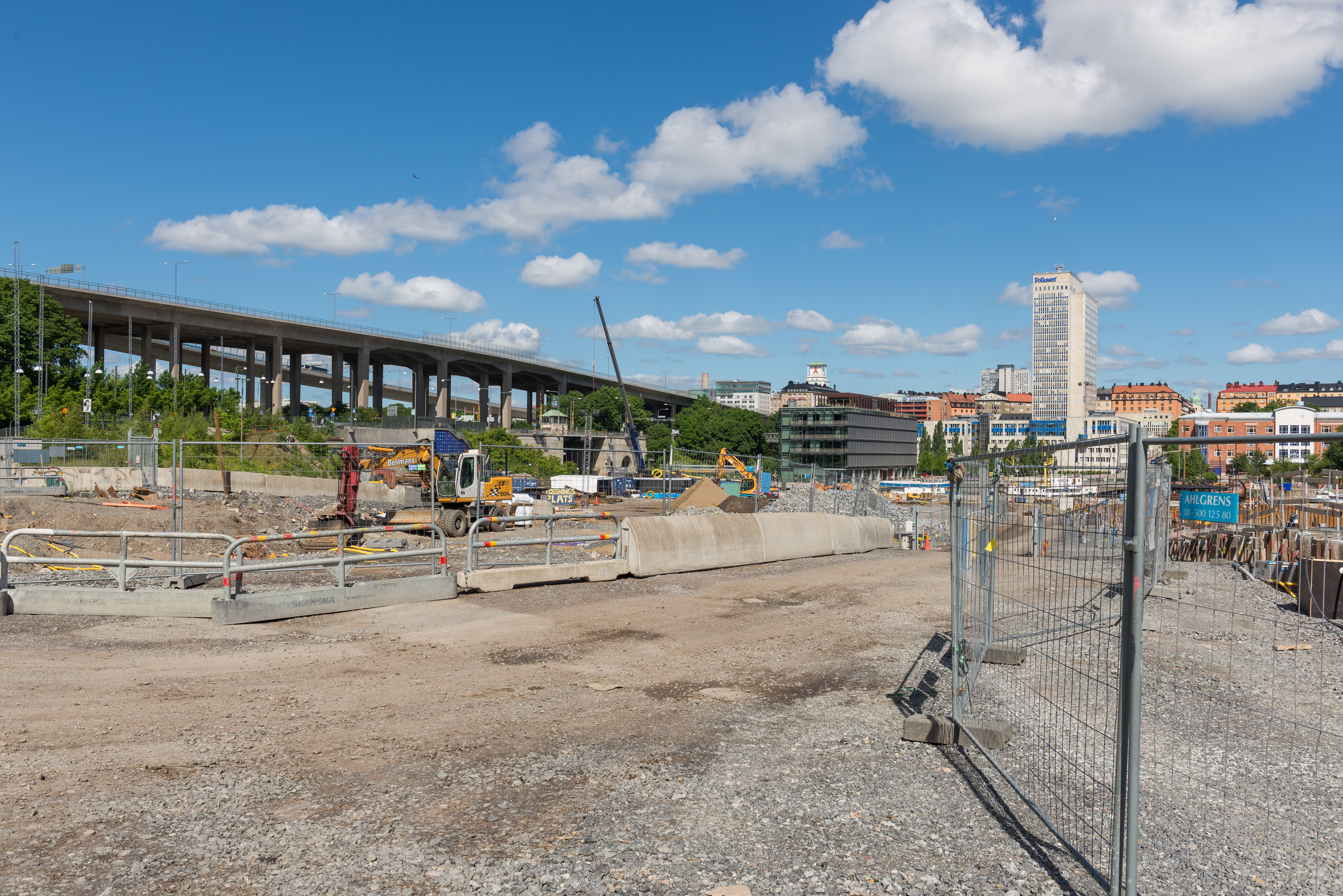
Området med Skanstullsbron i bakgrunden, juni 2013.

## Fredriksdal i förvandling
I början av 2011 bestod bebyggelsen i området av Bröderna Edstrands kontorshus, lager samt GM:s gamla fabrik. 
I detaljplanen för området ingår att riva den befintliga bebyggelsen och ersätta den med ny bebyggelse. Närmast Skanstullsbron planeras 370 nya lägenheter medan området närmast Hammarbyverket kommer att bebyggas med kontor. Planen innefattar även en ny bussdepå för 120 bussar under den nya bebyggelsen; depån ska ersätta den nuvarande Söderhallen på Södermalm. En del av kajen kommer även i fortsättningen användas av betongindustrin och Hammarbyverket.